# Southend-on-Sea (borough)
Southend-on-Sea – dystrykt (unitary authority) w hrabstwie ceremonialnym Essex w Anglii. W 2011 roku dystrykt liczył 173 658 mieszkańców.

## Miasta
- Eastwood, Leigh-on-Sea i Southend-on-Sea

## Civil parishes
- Leigh-on-Sea[4].

## Inne miejscowości
- Belfairs, Blenheim Park, Chalkwell, Eastwood Park, Kursaal, Leigh, Milton, Prittlewell, Shoeburyness, Southchurch, St. Laurence, St. Luke’s, Thorpe, Victoria, Westborough, West Leigh i West Shoebury[4].